# Marian Marinache
Marian Marinache (1960 – gennaio 2025) è stato un cestista rumeno.

## Carriera
Con la Romania ha disputato i Campionati europei del 1985.